# Burgschmietbrunnen
Fontanna Burgschmieta (z niem: Burgschmietbrunnen) - została zbudowana przez Fritza Zadowa na cześć norymberskiego lutnika Jakoba Daniela Burgschmieta.

## Źródła
- Elke Masa: Freiplastiken in Nürnberg. Plastik, Denkmale und Brunnen im öffentlichen Raum der Stadt. Verlag Ph. C. W. Schmidt, Neustadt/Aisch 1994, ISBN 3-87707-479-0, S. 415–416.